# 閻价
閻价（1458年—1511年），字允德，號竹泉，陝西鳳翔府隴州人，軍籍，明朝政治人物。

## 生平
陝西鄉試第十二名舉人。成化二十三年（1487年）中式丁未科會試第三百四十名，三甲第一百九十五名進士。改翰林院庶吉士，弘治二年（1489年）十一月授浙江道御史，五年查盘松茂边储，又巡按河南，十一年十二月升四川右参议，十四年十二月官员考察，令致仕。正德六年（1511年）卒。

## 家族
曾祖閻秀；祖父閻璿，教諭贈員外郎；父閻仲實，布政使司參政。母王氏（封宜人）。具庆下。弟侃、傚、侁、偉。